# Daniela Ryf
Daniela Ryf, née le 29 mai 1987 à Soleure, en Suisse, est une triathlète professionnelle multiple championne du monde d'Ironman et d'Ironman 70.3.

## Biographie

### Jeunesse
Daniela Ryf est la fille d'un père guide de montagne et d'une mère marathonienne. Elle fait l'acquisition de son premier vélo à l'âge de 14 ans en le finançant par un travail saisonnier. Elle fait des études universitaires de technologie alimentaire à Berne.

### Carrière en triathlon
Daniela Ryf commence le triathlon en 1998, elle intègre une équipe de jeunes triathlètes prometteurs en 2000 et devient professionnelle en 2007. Qualifiée pour les Jeux olympiques d'été de 2008 à Beijing, elle obtient un diplôme olympique en prenant la 7e place avec un temps de 2 h 0 min 40 s 048. Le 8 mai 2010 à l'âge de 23 ans, elle remporte une épreuve de la  série mondiale à Séoul. Qualifiée de nouveau pour les Jeux olympiques de 2012 à Londres, elle ne renouvelle pas sa performance et finit à la 40e position en 2 h 6 min 37 s. En 2013, à l'âge de 26 ans, elle prend pour entraîneur Brett Sutton et entre dans le circuit des compétitions longues distances.

#### 2014 - 2015
Daniela Ryf pour sa première participation à ce championnat, devient championne du monde Ironman 70.3 en 2014. Le 11 octobre 2014, pour son premier championnat du monde d'Ironman à Kona, elle prend la deuxième place après avoir longtemps été en tête de la course, l'Australienne Mirinda Carfrae parvient à la doubler sur la fin du marathon, grâce à une allure de course et un temps exceptionnel (record féminin de l'épreuve).
En 2015, elle renouvelle sa performance et conserve son titre de championne du monde d'Ironman 70.3. Cette même année et malgré la pression du statut de favorite qui pesait sur elle, Daniela Ryf, ne laisse pas échapper le titre de championne du monde d'Ironman. Elle remporte la compétition à Kona en 8 heures 57 minutes et 57 secondes et rejoint à cette occasion le panthéon des championnes du monde d'Ironman, ainsi que le club très fermé des sub-nine féminines. La double championne du monde d'Ironman 70.3, réalise également le deuxième doublé Ironman 70.3 / Ironman féminin. 

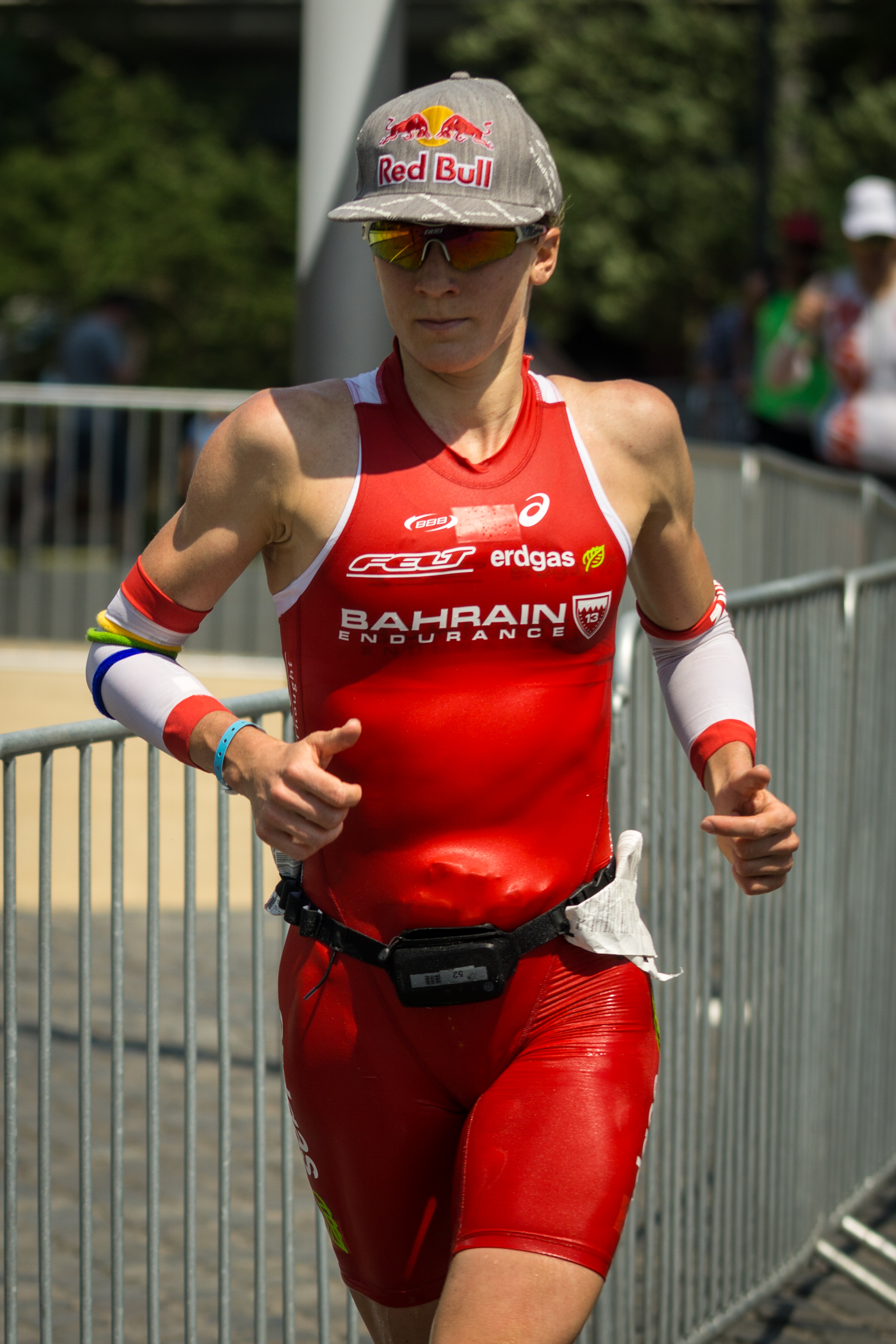
Daniela Ryf en 2015

Au cours de l'épreuve, c'est la Britannique Jodie Swallow qui sort la première de l'eau, suivie à une minute d'un groupe comprenant outre la future championne, plusieurs triathlètes pouvant prétendre à la victoire. La tenante du titre Mirinda Carfrae accusant pour sa part 6 minutes de retard dans cette première épreuve abandonnera un peu plus tard, à la suite de problèmes techniques sur la partie vélo. Jodie Swallow est rapidement absorbée par le groupe de chasse et Daniela Ryf commence alors à creuser lentement des écarts, lors de la montée et du demi-tour d'Hawi. Elle pose son vélo à la deuxième transition avec une avance de 7 minutes 35 sur sa première poursuivante. Elle maintient son avance grâce à un solide marathon et passe la ligne d'arrivée en 8 heures 57 minutes et 57 secondes. Après avoir fini seconde l'an dernier pour sa première participation, la triathlète de l'entraîneur australien Brett Sutton, rejoint le tableau des championnes du monde d'Ironman. La Britannique et l'Australienne Rachel Joyce et Liz Blatchford complètent le podium de cette édition.
Cette année exceptionnelle voit les victoires de Daniela Ryf sur les championnats du monde d'Ironman et d'Ironman 70.3, mais aussi des deux premières étapes de la « Triple couronne » (« Triple Crown »). Cette série unique en son genre comprend le Challenge Dubaï, la finale du championnat du monde d'Ironman 70.3 et l'Ironman 70.3 Bahreïn. La particularité de ce circuit étant que la victoire sur ces trois half Ironman octroie une prime supplémentaire d'un million de dollars, à celui ou celle qui réalise le triplé. Favorite au départ de la course, elle ne laisse que peu de chance à ses adversaires. Après une partie vélo où elle accélère malgré le vent dès la mi-parcours, elle arrive à la deuxième transition avec plus de deux minutes d'avance sur sa compatriote Caroline Steffen et la Britannique Jodie Swallow. Pendant le semi-marathon qui suit, elle ne fait qu'augmenter son avance et passe la ligne d'arrivée avec près de huit minutes d'avance sur sa compatriote et dix sur la Suédoise Åsa Lundström qui réussit à prendre la troisième place.
Avec cette victoire qui clôt une saison où elle remporte la totalité des épreuves où elle s'est engagée, elle établit un nouveau record de gain sur une seule saison qui s'élève, en y ajoutant la super prime de la « Triple Couronne », à 1 291 500 dollars soit plus de deux fois le dernier record détenu par l'Australien Greg Bennett.

#### 2016

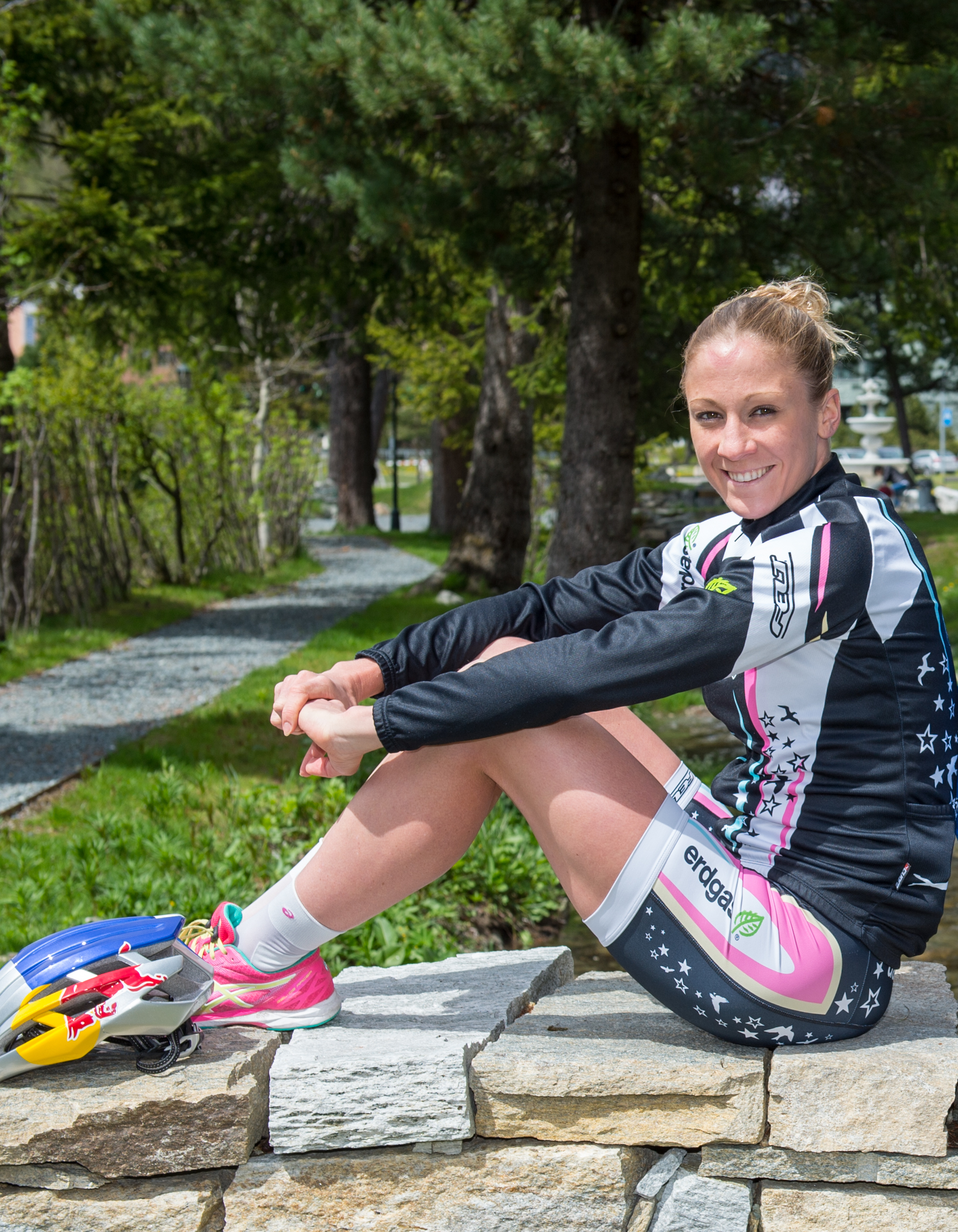
Daniela Ryf en 2016

En début d'année 2016, elle confirme qu'elle ne participe pas aux Jeux olympiques de Rio au Brésil. Si le triathlon courte distance n'est plus dans programme depuis 2013, une qualification en contre-la-montre restait possible. Elle exclut cette possibilité considérant que le maintien de sa suprématie sur le triathlon Ironman nécessite tout son engagement sportif.
Après une victoire sur l’Ironman 70.3 de Dubaï, Daniela Ryf, tenante du titre de l'Ironman Allemagne, ne renouvelle pas sa performance et termine sa course prématurément. Après un départ natation deux minutes avant les hommes, elle parvient à créer des écarts avec ses concurrentes et sort de l'eau avec deux minutes d'avance sur ses poursuivantes. Cependant dès la première transition des signes de malaise se font ressentir. Les premiers kilomètres de la partie vélo ne lui permettent pas de se mettre en action faisant dans ces instants état d'une grande faiblesse due à une hypoglycémie, elle abandonne alors au 14e kilomètre de l'épreuve cycliste. C'est l’Australienne Melissa Hauschildt qui remporte la course et le titre européen.
Peu après cette mésaventure, elle s’inscrit à la dernière minute sur la 15e édition du Challenge Roth où elle retrouve sur la ligne de départ son homologue masculin, le champion du monde d'Ironman et d'Ironman 70.3 2015, l'Allemand Jan Frodeno. Les deux champions font de cette course une démonstration de puissance et de maitrise tout au long de l'épreuve et ne laissent à leurs adversaires que l'opportunité de s'affronter pour les places secondaires. Prenant rapidement le contrôle de la compétition, Daniela Ryf remporte l'épreuve en moins de neuf heures sans jamais être inquiétée par une concurrente. Elle ajoute ce titre à son prestigieux palmarès sans battre le record de vitesse détenu par la Britannique Chrissie Wellington, qui fut aussi une athlète entraînée par son entraîneur l'Australien Brett Sutton, En 8 h 22 min 4 s, elle s'approche toutefois à moins de quatre minutes du record invaincu depuis 2011,.
Championne en titre, Daniela Ryf a tout simplement pris d'assaut les trois épreuves de la compétition finale du circuit Ironman à Hawaï et termine en remportant une seconde couronne mondiale assortie du record de l'épreuve, qu'elle améliore de plus de six minutes.
Sortie avec dans un groupe d'une douzaine de professionnelles, Daniela Ryf voit au départ de la partie cycliste Meredith Kessler prendre la tête de course. Elle reste alors à distance légale dans sa roue. La Danoise Michelle Versterby ose alors une attaque sur la Suissesse et la double pour rejoindre Meredith Kessler, les deux vont tenter ensemble de créer un écart avec la championne en titre. Celle-ci continue de contrôler son effort, sans tenter à ce moment de combler son léger retard. Après une heure de course Daniela Ryf passe à la vitesse supérieure et rejoint le groupe de tête et les double rapidement, la Danoise tente plusieurs fois de combler l'écart au prix d'efforts coûteux en énergie et finit par renoncer devant la constance de la Suissesse. L'Allemande Anja Beranek revenue dans la roue de la championne tient sous la pression et reste à proximité. Jusqu'au demi-tour d'Hawi, les positions restent inchangées, seuls les écarts continuent d'évoluer. Sur la partie retour, Daniela Ryf impressionnante de constance continue d'user toutes ses adversaires, Anja Beranek seule, tient le choc encore un temps à 14 secondes, les poursuivantes Jodie Swallow, Annabel Luxford, Meredith Kessler, sont à trois minutes. Melissa Hauschildt, Alicia Kaye et Heather Jackson à quatre, et la meilleure coureuse à pied du circuit, Mirinda Carfrae à prés de neuf minutes trente.
À l'arrivée de la deuxième transition, elle possède plus de huit minutes d'avance sur ses premières poursuivantes et près de 22 sur la triple championne du monde Mirinda Carfrae. Malgré un marathon en 2 h 58 qui lui permet une impressionnante remontée, l'Australienne ne peut rien contre la Suissesse qui domine également l'épreuve de course à pied en 2 h 56 et s'adjuge une deuxième couronne de championne du monde d'Ironman.

#### 2017
En 2017, conformément à son statut de grande favorite, elle ne manque pas son rendez-vous avec sa troisième couronne mondiale sur Ironman 70.3. Elle se prépare ainsi de la meilleure façon possible pour la défense de son titre à Kailua-Kona pour le championnat du monde d'Ironman, qui se tient au mois d'octobre 2017. Sortie de l'eau  en 6e position avec une minute de retard sur la tête de course l'Américaine Lauren Brandon, elle reprend rapidement le contrôle de l'épreuve sur la partie vélo où elle assomme littéralement ses concurrentes. Ne cessant au cours de l'épreuve cycliste d'accroitre son avance, pour parvenir à la seconde transition avec plus de huit minutes quarante d'avance sur ses premières poursuivantes. L'Allemande Laura Philipp et la Britannique Emma Pallant se plaçant dans son sillage pour se disputer les secondes et troisième place. Pour la tenante du titre Holly Lawrence l'épreuve se termine après avoir renoncé à la victoire lors la partie vélo, ne parvenant au regard de sa forme à rivaliser au plus haut niveau. Malgré le rythme dont est capable Emma Pallant sur la partie course à pied, celui-ci ne sera pas suffisant pour reprendre la Suissesse, qui au meilleur de sa forme du moment ne cède que quelques secondes sur ces poursuivantes et remporte le titre mondial. Avec ces deux titres de championne du monde d'Ironman, elle totalise en septembre 2017, cinq titre mondiaux sur les circuits Ironman et Ironman 70.3,.
Lors du championnats du monde d'Ironman 2017, la Suissesse remporte sa troisième couronne consécutive et entre dans l'histoire de l'épreuve. Toutefois, ce trophée fut le plus dur à conquérir face à une concurrence de très haut niveau. La double championne du monde a dû maîtriser avec calme son retard pendant la première partie de la course, pour s'imposer finalement avec plus de neuf minutes d'avance sur sa première poursuivante.
La partie natation est dominée par la Britannique Lucy Charles, ancienne championne de cette spécialité, suivie par l'Américaine Lauren Brandon. Les deux triathlètes sortent de l'eau avec près de cinq minutes d'avance sur la championne en titre et entament la partie vélo selon la même configuration. Durant la première partie Daniela Ryf ne réduit pas les écarts et connaît quelques difficultés ; dans la seconde moitié du parcours, Daniela Ryf fournit dans les 25 derniers kilomètres, un effort de haut niveau et rattrape Lucy Charles pour parvenir à la seconde transition avec six minutes d'avance sur la Britannique, surprenant le public qui attendait l'arrivée de l'Anglaise. Daniela Ryf, réalise le marathon en trois heures et n'est plus inquiétée jusqu'à la victoire. Lucy Charles prend la seconde place, performance remarquable pour sa première participation en professionnelle à la compétition. Le podium est complété par l'Australienne Sarah Crowley.

#### 2018

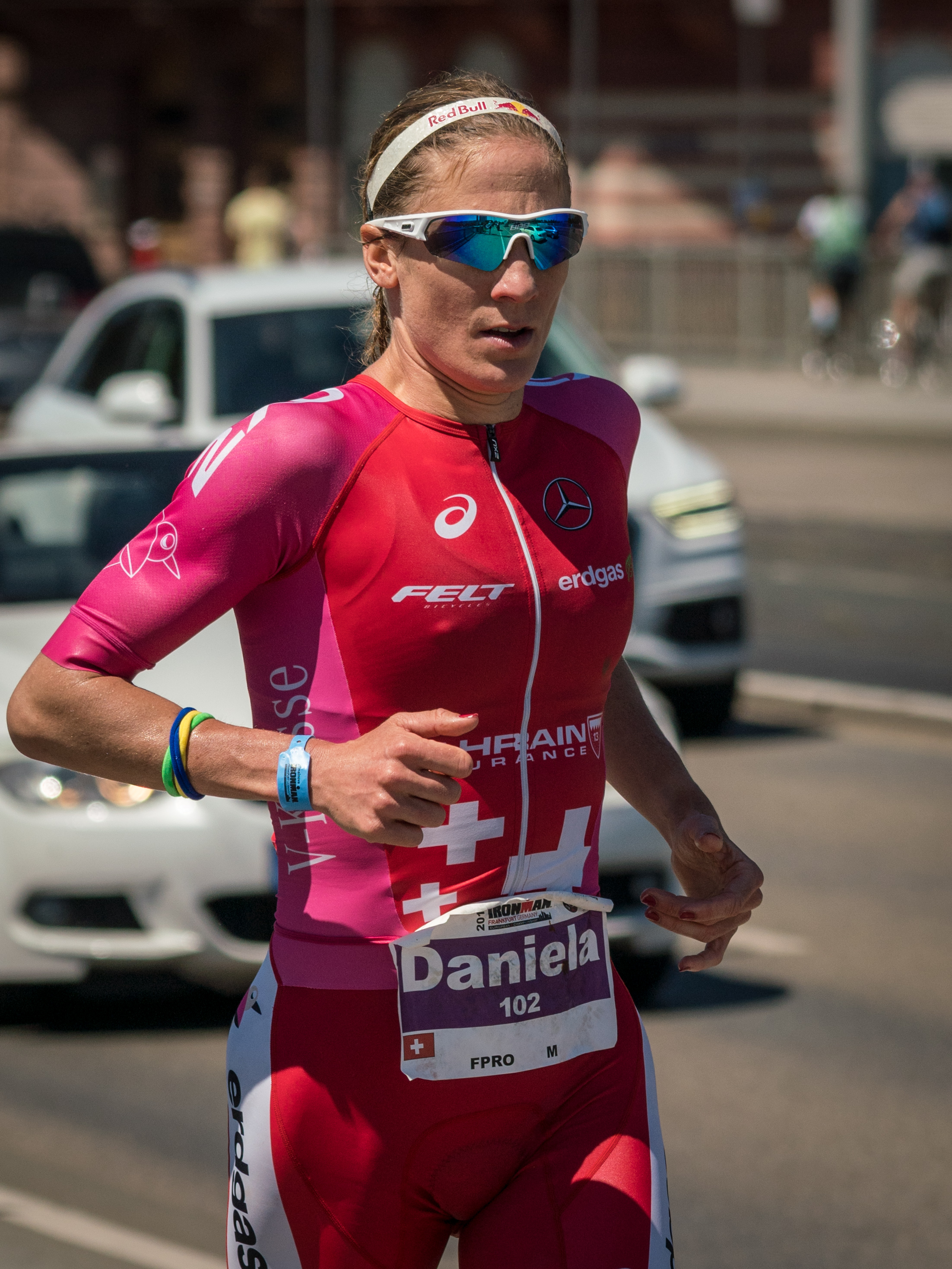
Daniela Ryf 2018

En 2018, elle remporte le championnat d'Europe d'Ironman à Francfort, en prenant de surcroit une remarquable 7e place au classement général à 38 minutes du vainqueur masculin, l'Allemand Jan Frodeno. 1re féminine, elle remporte son second titre de championne d'Europe après sa première victoire de 2015 et établit également un nouveau record de l'épreuve en 8 h 38 min 44 s. Elle termine avec plus de 23 minutes d'avance sur sa première poursuivante, l'Américaine Sarah True.
Elle ajoute un quatrième titre de championne du monde à son prestigieux palmarès en remportant le championnat du monde d'Ironman 70.3 en septembre 2018. Lucy Charles est la première à s'extraire de la partie natation après avoir nagé pendant 1,9 kilomètres dans la baie Nelson Mandela. Elle possède alors 1 min 24 s sur un groupe de neufs triathlètes comprenant Daniela Ryf, Sarah True et Anne Haug pour les plus performantes, mais la Suissesse ne met que quelques kilomètres pour reprendre la Britannique, les deux sportives creusent alors un écart de plus de cinq minutes avec leurs poursuivantes. Elle est la première à poser le vélo à la seconde transition avec deux minutes d'avance. Les deux triathlètes commencent le semi-marathon quasiment en même temps. Toutefois le rythme élevé qu'elle impose creuse un écart qui à mi-course a atteint la minute trente sur l'Anglaise, l'Allemande Anne Haug tenant la troisième position à sept minutes de la tête de course. Daniela Ryf n'est plus rejointe et franchit la ligne d'arrivée en vainqueur et remporte un nouveau titre de championne du monde d'Ironman 70.3, le quatrième de sa carrière ; elle conforte son record de victoires sur ce championnat mondial.
Grande favorite au départ de la course des championnats du monde d'Ironman 2018, Daniela Ryf sort toutefois de l'eau avec plus de huit minutes de retard sur la Britannique Lucy Charles qui réalise un temps remarquable en 48 min 13 s et bas au passage le record de l'épreuve de natation. Malgré ce départ mitigé, où elle évoque à l'issue de la course un passage délicat après une piqure de méduse. Elle comble son retard au cours de la partie cycliste qu'elle maitrise totalement, elle établit également un nouveau record de temps de la partie cyclisme pour les féminines en 4 h 26 min 7 s. Elle reprend toutes ses devancières et arrive à la seconde transition avec 1 min 40 s sur sa principale rivale. Daniela Ryf dont les qualités pédestres restent de haut niveau sur ce type de course n'est plus inquiétée et franchit la ligne d'arrivée pour une 4e consécration consécutive en 8 h 26 min 16 s, améliorant son propre record de plus de 20 minutes.
Elle confie à le presse après sa victoire, son sentiment d'avoir vécu « une des courses les plus folles de sa carrière » ayant songé à abandonner à l'issue de la partie natation, mais persistant malgré tout pour retrouver toutes ses ambitions sur la partie vélo.

#### 2019
Elle participe pour la première fois au triathlon de l'Alpe d'Huez sur l'épreuve longue distance. Surclassant largement toutes ses adversaires, elle parvient à arriver en première position toutes catégories confondues à la dernière transition, elle remporte l'épreuve sans être inquiétée et prend une remarquable 6e place au classement général. Elle améliore de plus de deux minutes, le record de l'épreuve détenu depuis 2007 par une autre championne du monde d'Ironman, la Britannique Chrissie Wellington également entraînée par l'Australien Brett Sutton.  
Invaincue depuis trois ans, Daniela Ryf, en grande favorite, s'impose de nouveau lors des championnats du monde d'Ironman 70.3 et remporte son 5e titre. La course est lancée à sept heures pour les professionnels. La partie natation est dominée par la Britannique Lucy Charles qui sort de l'eau avec une courte avance d'une minute sur la Suissesse, favorite et championne en titre. Ne faisant pas mentir les pronostics, la championne du monde reprend rapidement le contrôle de la course sur la partie vélo, qu'elle maîtrise sans faiblir pour arriver à la seconde transition avec plus de deux minutes d'avance sur ses premières poursuivantes, la Britannique Holly Lawrence et l'autre Suissesse Imogen Simmonds. Le semi-marathon ne change pas l'ordre de la course, Daniela Ryf accroissant son avance sur cette dernière épreuve et passe la ligne d'arrivée sans pression, pour un troisième victoire consécutive sur cette compétition et un 5e titre de championne du monde d'Ironman 70.3,.
Elle échoue lors des championnats du monde d'Ironman 2019 dans sa conquête d'un 5e titre consécutif de championne du monde. Après un départ mitigé dans la partie natation où elle concède cinq minutes sur la Britannique Lucy Charles-Barclay, elle ne parvient pas à reprendre du terrain au cours de la partie vélo. Handicapée par des douleurs d'estomac, elle ne peut exprimer son niveau habituel et court un marathon sans rivaliser à aucun moment avec la tête de course. Elle finit à la 13e position du championnat, avouant en fin de course vivre une première grande déception « dans un jour sans » connu par de nombreux triathlètes,.

#### 2021
Dans une interview au magazine suisse Schweitzer Illustrierte, elle évoque les changements qu'elle opère dans sa vie à la suite de la coupure de compétition dû à la pandémie de Covid-19. Cette période lui permet de faire évoluer  son parcours personnel et sportif. Elle décide de s'entrainer seule et met d'un commun accord, fin à sa collaboration avec l'entraineur australien Brett Sutton qui l'a porté vers plusieurs victoires en championnats du monde au cours de huit ans de collaboration. L'Australien salut son courage et sa détermination et évoque cette séparation amicale comme la fin d'un beau voyage qui le remplit de fierté. Elle aborde aussi sa vie en dehors du sport en évoquant ces études qu'elle a pu reprendre et passer sa thèse en technologie alimentaire, elle se consacre également en dehors de ses entrainements à la préparation d'un MBA en psychologie. Enfin, elle révèle que sa vie privée a changé, après avoir entretenu des relations amoureuses avec des hommes, elle fait son coming-out autour de sa récente relation amoureuse avec une femme, ne souhaitant pas cacher ses choix de vie et les vivre ouvertement. Sportivement, elle remporte pour son retour sur le circuit de triathlon longue distance, l'Ironman 70.3 Dubaï et se place parmi les favorites de plusieurs Ironman et Ironman 70.3.
Séparée de son entraineur Brett Sutton et à la suite de deux ans en demi-teinte, elle renoue avec le succès sur les championnats du monde d'Ironman et à l'issue d'une course qu'elle maitrise de bout en bout. Sortie de l'eau avec quatre minutes de retard sur la tête de course, elle comble rapidement son retour au cours de la partie vélo. En compagnie de la Britannique Katrina Matthews, elle se détache de toutes ses poursuivantes au 60e kilomètres du parcours cycliste. Continuant sa progression, elle affiche sept minutes d'avance sur la Britannique à mi-parcours et 15 minutes sur l'Allemande Anne Haug. La partie marathon qu'elle clôt en moins de trois heures maintien un écart de dix minutes sur sa première poursuivante et franchit la ligne d'arrivée avec émotion pour son 5e titre mondial, en 8 h 34 min 59 s,.

#### 2024: dernière saison
Daniela Ryf annonce que 2024 sera sa dernière saison dans le triathlon. Elle place pour clore son prestigieux palmarès, huit courses avec l'espoir de remporter une dernière fois un trophée majeur pour mettre un terme à sa carrière hors norme. Après avoir été cinq fois championne du monde d'Ironman et d'Ironman 70.3, elle choisit à 36 ans de se tourner vers d'autres projets. Elle doit finalement mettre un terme prématuré à sa carrière en août 2024 en raison de problèmes de santé.

## Distinctions
Lors de la cérémonie des Credit Suisse Sports Awards 2015 qui décerne le titre honorifique de « sportive suisse de l’année », elle est élue et devient la quatrième triathlète à remporter le trophée après Brigitte McMahon, Natascha Badmann et Nicola Spirig. Elle reçoit cette distinction pour la seconde fois en 2018, pour sa quatrième victoire consécutive sur le championnat du monde d'Ironman.

## Palmarès
Le tableau présente les résultats les plus significatifs (podium) obtenus sur le circuit international de triathlon depuis 2010.
| Année | Compétition                                   | Pays                | Position      | Temps           |
| ----- | --------------------------------------------- | ------------------- | ------------- | --------------- |
| 2023  | Ironman 70.3 Suisse                           | Suisse              | Médaille d'or | 4 h 4 min 34 s  |
| 2023  | Challenge Roth                                | Allemagne           | Médaille d'or | 8 h 8 min 21 s  |
| 2022  | Ironman Suisse                                | Suisse              | Médaille d'or | 8 h 59 min 5 s  |
| 2021  | Ironman - Championnat du monde à Saint George | États-Unis          | Médaille d'or | 8 h 34 min 59 s |
| 2021  | Ironman Suisse                                | Suisse              | Médaille d'or | 8 h 32 min 35 s |
| 2021  | Ironman Tulsa                                 | États-Unis          | Médaille d'or | 8 h 40 min 33 s |
| 2021  | Ironman 70.3 Suisse                           | Suisse              | Médaille d'or | 4 h 9 min 35 s  |
| 2021  | Ironman 70.3 Saint George                     | États-Unis          | Médaille d'or | 4 h 5 min 46 s  |
| 2021  | Ironman 70.3 Dubai                            | Émirats arabes unis | Médaille d'or | 3 h 56 min 54 s |
| 2019  | Championnat du monde Ironman 70.3             | France              | Médaille d'or | 4 h 23 min 3 s  |
| 2019  | Triathlon Alpe d'Huez                         | France              | Médaille d'or | 6 h 15 min 57 s |
| 2019  | Ironman Autriche                              | Autriche            | Médaille d'or | 8 h 52 min 20 s |
| 2019  | Ironman 70.3 Suisse                           | Suisse              | Médaille d'or | 4 h 8 min 34 s  |
| 2019  | Ironman Texas                                 | États-Unis          | Médaille d'or | 8 h 37 min 48 s |
| 2019  | Ironman 70.3 Oceanside                        | États-Unis          | Médaille d'or | 4 h 9 min 19 s  |
| 2018  | Ironman - Championnat du monde à Kailua-Kona  | États-Unis          | Médaille d'or | 8 h 26 min 16 s |
| 2018  | Championnat du monde Ironman 70.3             | Afrique du Sud      | Médaille d'or | 4 h 1 min 12 s  |
| 2018  | Ironman 70.3 Pologne                          | Pologne             | Médaille d'or | 3 h 57 min 54 s |
| 2018  | Ironman Allemagne                             | Allemagne           | Médaille d'or | 8 h 38 min 44 s |
| 2018  | Ironman 70.3 Suisse                           | Suisse              | Médaille d'or | 4 h 0 min 54 s  |
| 2017  | Ironman - Championnat du monde à Kailua-Kona  | États-Unis          | Médaille d'or | 8 h 50 min 47 s |
| 2017  | Championnat du monde Ironman 70.3             | États-Unis          | Médaille d'or | 4 h 11 min 59 s |
| 2017  | Ironman Afrique du Sud                        | Afrique du Sud      | Médaille d'or | 8 h 47 min 2 s  |
| 2017  | Ironman 70.3 Dubai                            | Émirats arabes unis | Médaille d'or | 4 h 1 min 40 s  |
| 2017  | Ironman 70.3 Suisse                           | Suisse              | Médaille d'or | 4 h 23 min 46 s |
| 2017  | Challenge Roth                                | Allemagne           | Médaille d'or | 8 h 40 min 3 s  |
| 2016  | Ironman - Championnat du monde à Kailua-Kona  | États-Unis          | Médaille d'or | 8 h 46 min 46 s |
| 2016  | Ironman Suisse                                | Suisse              | Médaille d'or | 8 h 51 min 50 s |
| 2016  | Challenge Roth                                | Allemagne           | Médaille d'or | 8 h 22 min 4 s  |
| 2016  | Ironman 70.3 Suisse                           | Suisse              | Médaille d'or | 4 h 9 min 54 s  |
| 2016  | Ironman 70.3 Dubai                            | Émirats arabes unis | Médaille d'or | 4 h 1 min 9 s   |
| 2015  | Ironman - Championnat du monde à Kailua-Kona  | États-Unis          | Médaille d'or | 8 h 57 min 57 s |
| 2015  | Championnat du monde Ironman 70.3             | Autriche            | Médaille d'or | 4 h 11 min 34 s |
| 2015  | Ironman Allemagne                             | Allemagne           | Médaille d'or | 8 h 51 min 0 s  |
| 2015  | Ironman 70.3 Bahreïn                          | Bahreïn             | Médaille d'or | 3 h 28 min 20 s |
| 2015  | Ironman 70.3 Suisse                           | Suisse              | Médaille d'or | 4 h 8 min 43 s  |
| 2015  | Ironman 70.3 Majorque                         | Espagne             | Médaille d'or | 4 h 17 min 25 s |
| 2015  | Challenge Fuerteventura (half)                | Espagne             | Médaille d'or | 4 h 20 min 33 s |
| 2015  | Challenge Dubai (half)                        | Émirats arabes unis | Médaille d'or | 4 h 5 min 1 s   |
| 2014  | Ironman Suisse                                | Suisse              | Médaille d'or | 9 h 13 min 30 s |
| 2014  | Ironman Copenhague                            | Pays-Bas            | Médaille d'or | 8 h 53 min 33 s |
| 2014  | Championnat du monde d'Ironman 70.3           | Canada              | Médaille d'or | 4 h 9 min 19 s  |
| 2014  | Ironman 70.3 Suisse                           | Suisse              | Médaille d'or | 4 h 0 min 14 s  |
| 2014  | Ironman 70.3 Allemagne                        | Allemagne           | Médaille d'or | 4 h 26 min 12 s |
| 2014  | Championnat d'Europe du 5150 - Zurich         | Suisse              | Médaille d'or | 1 h 58 min 8 s  |
| 2013  | Ironman 70.3 Allemagne                        | Allemagne           | Médaille d'or | 4 h 31 min 4 s  |
| 2012  | 5150 Klagenfurt                               | Allemagne           | Médaille d'or | 2 h 0 min 12 s  |
| 2010  | WTS Séoul                                     | Corée du Sud        | Médaille d'or | 2 h 0 min 59 s  |

## Record championnat du monde Ironman
| Réalisation du record | Chute du record    | Nbr d'années invaincu | Temps natation | Transition no 1 | Temps cyclisme  | Transition no 2 | Temps marathon  | Record          |
| --------------------- | ------------------ | --------------------- | -------------- | --------------- | --------------- | --------------- | --------------- | --------------- |
| Le 13 octobre 2018    |                    | 4 (à l'édition 2021)  | 57 min 27 s    | 3 min 22 s      | 4 h 26 min 7 s  | 2 min 17 s      | 2 h 57 min 5 s  | 8 h 26 min 16 s |
| Le 8 octobre 2016     | Le 13 octobre 2018 | 2 (à l'édition 2018)  | 52 min 50 s    | 2 min 16 s      | 4 h 52 min 26 s | 2 min 23 s      | 2 h 56 min 51 s | 8 h 46 min 46 s |